# بوبزي 3دي
بوبزي 3دي (بالإنجليزية: Bubsy 3D)‏، هي لعبة فيديو إلكترونية من نوع مغامرات، صدرت حصرياً لنظام بلاي ستيشن 1 سنة 1996م في أوروبا والولايات المتحدة، وتعد اللعبة من أسؤا الإصدارات.